# Марфинский сельсовет
Ма́рфинский сельсове́т — муниципальное образование в составе Володарского района Астраханской области, Российская Федерация. Административный центр — село Марфино.

## Географическое положение
Сельсовет расположен на востоке Володарского района. На западе граничит с Козловским сельсоветом, на востоке — и Новокрасинским сельсоветом, на юге — с Калининским сельсоветом. Расстояние от областного центра до села Марфино составляет 70 километров, от районного центра — 14 км. Между сёлами Марфино и Ватажка через реку Конный проложен мост. Расстояние от с. Марфино до с. Ватажка 2 км, от Марфино до Кудрино 3 км. В с. Марфино имеется паромная переправа через реку Бузан, соединяющая автостраду с. Марфино — п. Володарский.

## Население
| 2010  | 2012  | 2013  | 2014  | 2015  | 2016  | 2017  |
| ----- | ----- | ----- | ----- | ----- | ----- | ----- |
| 3586  | ↘3551 | ↘3521 | ↘3513 | ↘3477 | ↘3465 | ↘3435 |
| 2018  | 2019  | 2020  | 2021  |       |       |       |
| ↘3379 | ↘3330 | ↘3310 | ↘2906 |       |       |       |

Население на 1.01.2011 года — 3553 человека, из них мужчин — 1682 человек, женщин — 1871 человек.
Национальный состав на 1.01.2011:
- русские — 2254 человек;
- казахи — 1257 человек;
- татары — 13;
- украинцы — 4;
- азербайджанцы — 9;
- немцы — 6;
- корейцы-3;
- армяне и грузины — 2
- буряты, рутульцы и литовцы — 1.

## Состав
В состав поселения входят следующие населённые пункты:
| Населённый пункт | Население, человек (2010) |
| ---------------- | ------------------------- |
| Марфино, село    | 3253                      |
| Кудрино, село    | 131                       |
| Ватажка, село    | 169                       |

## Хозяйство
Ведущая отрасль хозяйства — сельское хозяйство; в сельсовете 2 промышленных организации: ООО СК ПМК-28 (строительная) и Марфинский филиал по эксплуатации нерестилищ ФГБУ УВИН.
К сельскохозяйственным предприятиям относится рыболовецкий колхоз «Победа» (занятость — 150 человек), 2 фермерских хозяйства (разведение КРС). Также сельскохозпродукция производится 1117 (на 2011 год) личными подсобными хозяйствами. Поголовье крупного рогатого скота составило 1659 голов и 85 лошадей. Излишки молока сдают на молокозавод «Володарский». Реализовано в 2010 году мяса 6,4 тонны, в 2011 году — 8,1 тонны.

## Социальная сфера
По состоянию на 2011 год на территории сельсовета функционирует Марфинская участковая больница на 90 посещений в день, стационар на 14 койко-мест, работает одно отделение социального обслуживания на дому граждан пожилого возраста и инвалидов (обслуживает 82 человека).
В селе функционирует средняя школа (БОУ «Марфинская СОШ», 356 учащихся), детский сад (№ 34 «Ивушка», 120 детей), детская музыкальная школа (№ 38, 70 детей), дом детского творчества (10 кружков, которые посещают 292 детей). Имеется одна библиотека, которая объединяет взрослую и детскую библиотеки.
В с. Марфино планируется строительство центра культуры и досуга со спортивным залом.

## Известные уроженцы
- Сызранов, Дмитрий Михайлович (1900-1974) — советский военачальник, генерал-майор. Родился в селе Кудрино.